# Myllenyxis sinensis
Myllenyxis sinensis är en stekelart som beskrevs av Wang och Hu 1992. Myllenyxis sinensis ingår i släktet Myllenyxis och familjen brokparasitsteklar. Inga underarter finns listade i Catalogue of Life.